# Пекінська телевежа
Пекінська телевежа (кит. трад. 中央 電視塔, спр. 中央 电视塔, піньїнь: zhōngyāng diànshìtǎ — «Центральна телевізійна вежа») — телевежа, розташована в столиці КНР, Пекіні. Висота — 405 м (без антени — 386,5 м). Використовується  центральним телебаченням Китаю. Має оглядовий майданчик на висоті 238 метрів, а також ресторан, що обертається, до якого можна дістатися на швидкісному ліфті. Є однією з  найвищих телевеж світу.
Побудована міністерством радіо та телебачення КНР.
Найпримітніші пофарбовані в золотий і блакитний кольори кулясті частини вежі, розташовані на висоті 221 і 238 метрів, відповідно.

## Відвідини
Час роботи: 8:30-21:30. Вартість квитка: 70 юанів — для звичайних відвідувачів, 35 юанів — для маленьких дітей зростом від 1.2 до 1.4 метра. Адреса: 海淀 区 西 三环 中路 11 号 (Haidianqu Xisanhuanzhong lu, 11 hao)

## Галерея

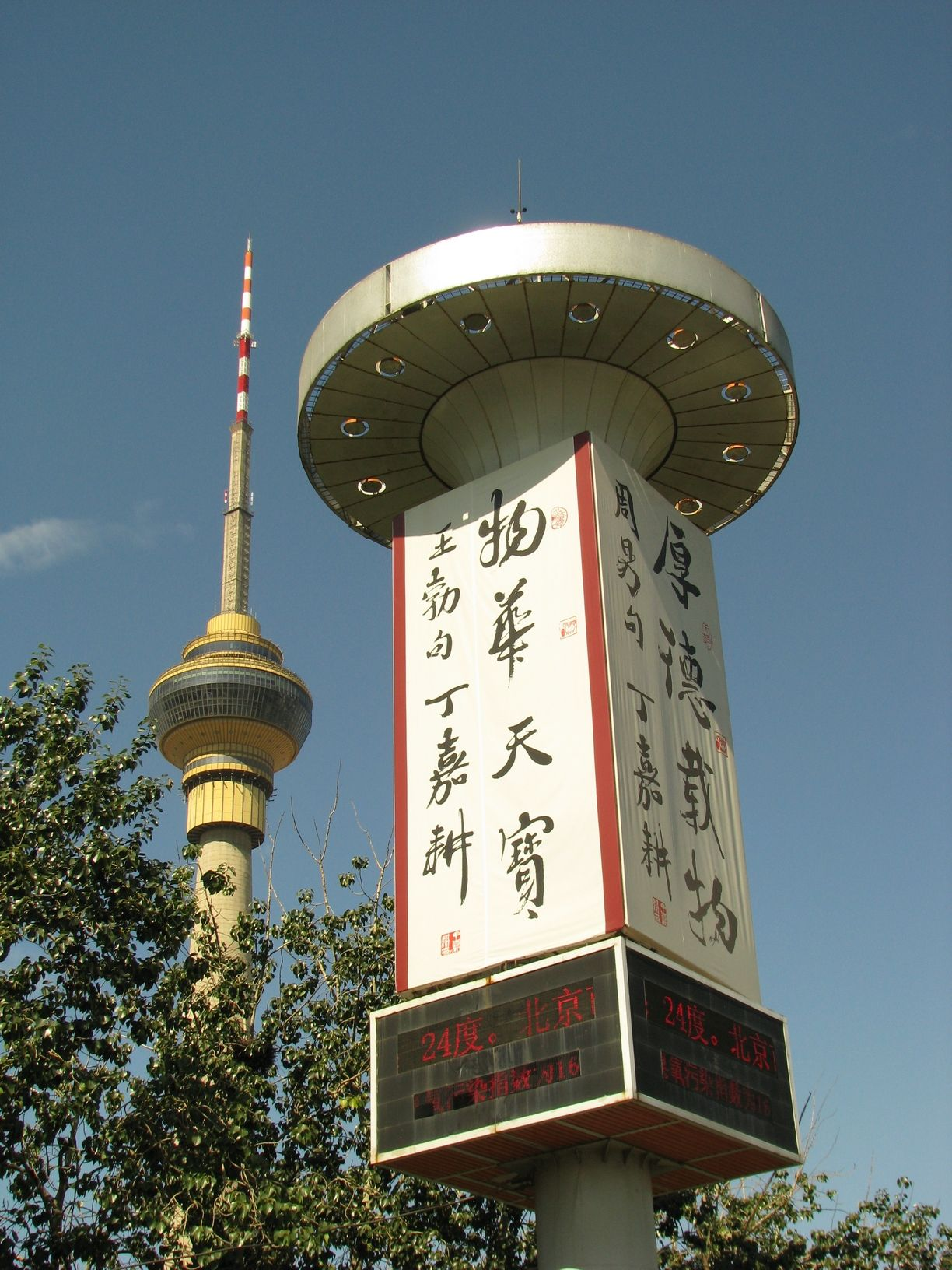
Вежа на тлі  тумби Морріса
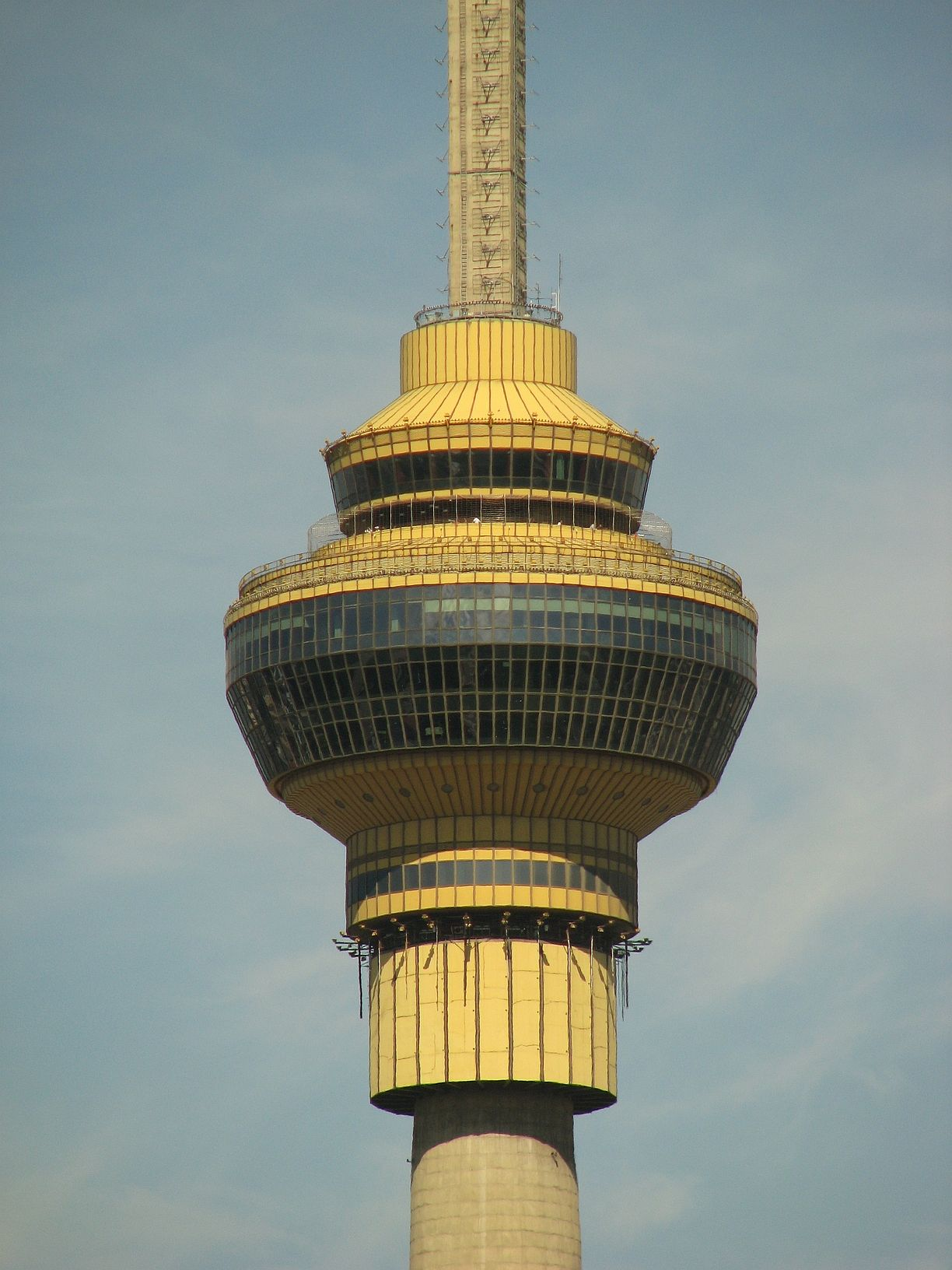
Куляста частина башти
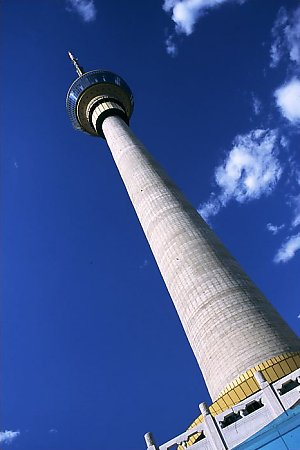
Вид знизу на вежу
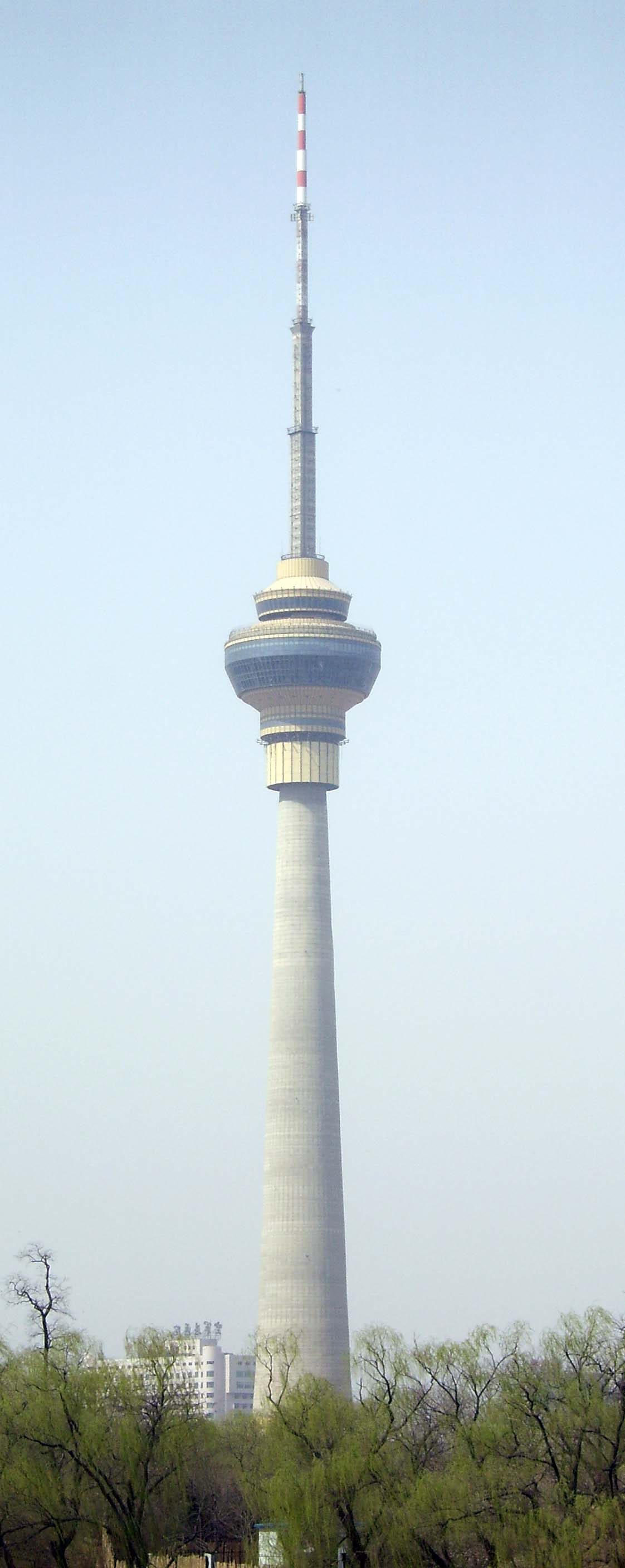
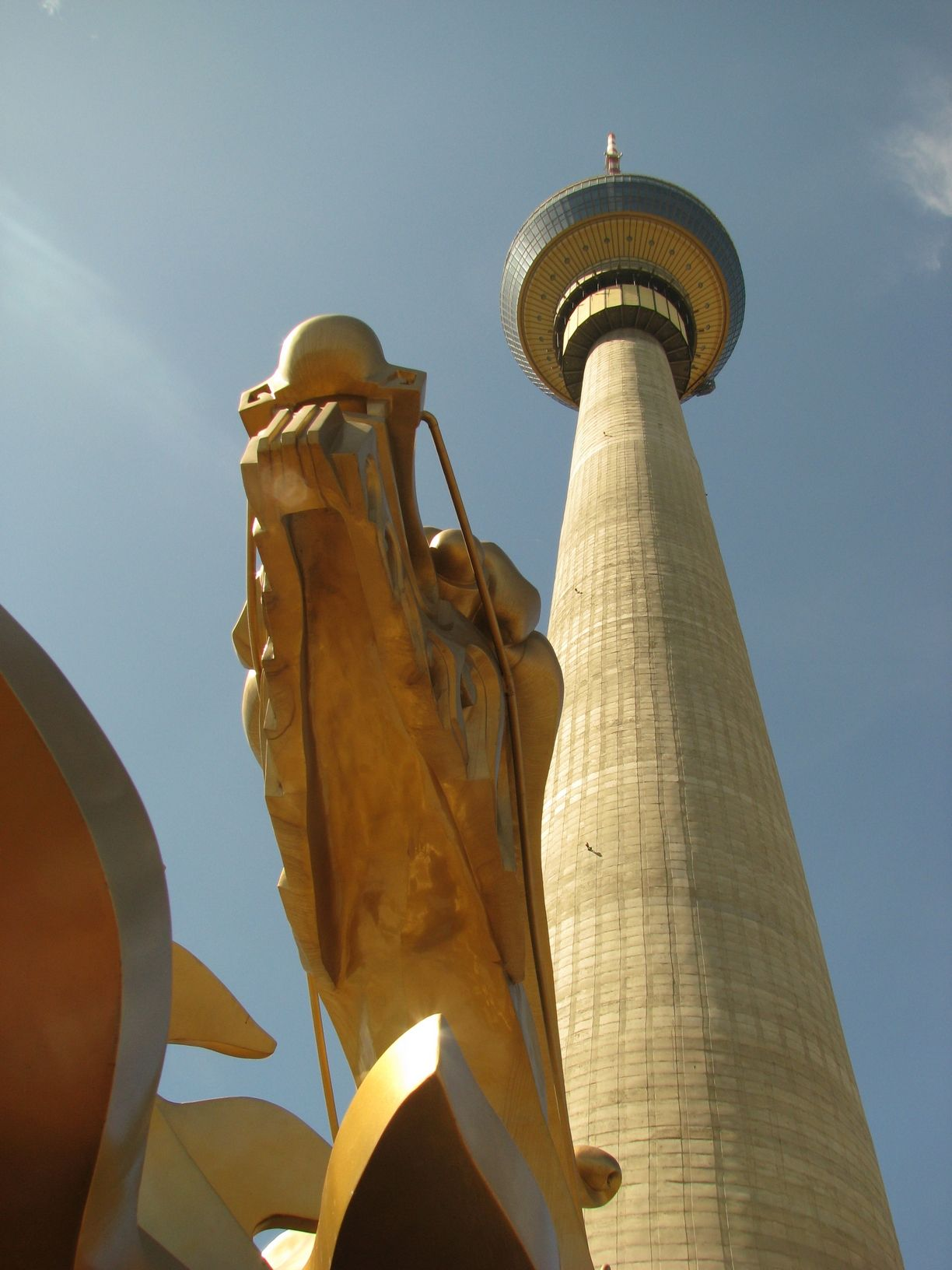